# Rodrigo López (ator)
Rodrigo Fernandes López (São Paulo, 22 de maio de 1970), mais conhecido como Rodrigo López, é um ator brasileiro.

## Biografia
Paulistano, 37 anos, Rodrigo começou a fazer teatro no colégio. “A primeira vez que vi, fiquei fascinado”, conta ele nesta entrevista ao EGO. Ele nunca exerceu outra profissão que não fosse a de ator, com exceção a de professor, quando dava aulas de espanhol para turmas particulares. “Sou filho de espanhol e fui educado nas duas línguas. Fazia a Escola de Artes Dramáticas da USP à noite e de manhã e à tarde dava aulas". O teatro ajudou Rodrigo a se encontrar. Ele nunca se identificou com nenhuma turma da escola, só se sentiu “em casa” quando foi cursar a faculdade, aos 20 anos. Paralelo ao teatro, o ator fez bico como modelo e campanhas publicitárias que o ajudavam a pagar as contas.

### O início da carreira no SBT
A primeira peça profissional foi com o diretor Jorge Taklas, em “Seis Graus de Separação”. “Nesta época tive que trancar a faculdade para fazer a peça.” A estréia na televisão foi na novela “Éramos Seis”, no SBT viveu o personagem Alaor onde contracenava com Irene Ravache e Othon Bastos. Depois ficou um bom tempo longe da TV. “Fiquei um tempão sem fazer TV, sem batalhar, porque achava difícil, pensava ‘nossa, mas o que eu tenho que fazer?’ Eu não sei fazer lobby e pensava vou ter que mudar para o Rio para conhecer as pessoas, achava uma loucura.”

### O começo na TV Globo
A atriz Ingrid Guimarães foi a responsável por ajudar Rodrigo a fazer o seu primeiro papel da TV Globo. “A Ingrid conhecia o meu trabalho e me indicou para o casting de “Sob Nova Direção”, mas é super difícil eles te chamarem, mesmo sendo recomendado, porém aconteceu. Foi um papel ótimo, me diverti demais.” Rodrigo López interpretou um namorado da Pitty louco, um pouco bipolar. Depois foi chamado para viver um vilão, cafajeste em um especial de fim de ano, dirigido por Roberto Farias, mesmo diretor de núcleo do extinto programa de Ingrid Guimarães e Heloísa Périssé. “Fiquei muito feliz com o papel. O Roberto teve um outro olhar, mesmo eu tendo feito comédia, ele não me colocou para fazer um cara engraçado de novo.” Depois de alguns meses, Rodrigo fez uma participação em "Malhação”. Foi quando apareceu o teste para “Beleza Pura”, para viver o Betão.
O ingresso na teledramaturgia aconteceu numa participação em "Sob Nova Direção", em 2006, onde interpretava um dentista. A Partir desse trabalho, começou a ser chamado para outras coisas na tevê.
Antes de ser convidado para novela "Beleza Pura", o ator também fez participação no especial de fim de ano "Papai Noel Existe".
Rodrigo López escolheu a profissão ainda criança. No primário fez uma excursão com sua turma do colégio para assistir uma peça infantil.
No teatro, Rodrigo López participou também, dentre outras peças de "Centro Nervoso" (2007), "Carícias" e "Maria Que Não Vai Com As Outras.

### O sucesso do personagem de “Beleza Pura” de 2008
Quando recebeu o convite para viver o Betão, Rodrigo recusou o papel. “Quando me ligaram eu estava em São Paulo, e me disseram que seria um gay. Eu não quis, fiquei com medo, achava muito complicado fazer um homossexual na televisão, ainda mais na novela das sete, comédia, achei que poderia ser uma caricatura. Não tinha interesse de ficar famoso sendo visto desta maneira, acho que tem que ter muito cuidado, porque a gente vira exemplo para as pessoas, referência, é muito forte a força da tv, eu não queria.” Mas, a produção insistiu e mandou o texto da cena para o teste, mas ele não gostou, achou caricato. “Uma loucura! Ao invés de falar sim, eu falei não, mas sem essa de querer bancar o gostoso, falei de coração.” A insistência continuou e a produtora de casting falou para ele vir ao Rio e conversar com o diretor da novela, Rogério Gomes, o Papinha. “Coloquei todas as minhas questões para ele, aí ele disse que eu estava certíssimo, para eu fazer o que eu quisesse, para eu entrar no estúdio e que se eu achasse que deveria cortar palavras do texto, poderia cortar. Ele também me pediu para não colocar o figurino e fizesse a cena com a roupa que eu vim de São Paulo, e só me pediu para fazer maquiagem e cabelo e que ficasse a vontade. Ele me deu carta branca.” A partir daí nasceu o Betão.
Em 2010 atuou como Chico na novela Ti Ti Ti de Maria Adelaide Amaral substituindo Tempos Modernos de Bosco Brasil.
Em 2011 fez uma participação como o personagem Rogério no seriado Macho Man.
Em 2013 interpretou o cômico Vitinho na novela Sangue Bom.
Em 2015 integrou o elenco da novela Alto Astral interpretando o espírito do Chef de cozinha Salvador Stigler.

## Filmografia

### Televisão
- 1994 - Éramos Seis - Alaor
- 2006 – Malhação - Michel Gabriel (Participação Especial)
- 2006 – Sob Nova Direção - Dr. Aristeu (episódio: "Meu Bem, Meu Canal".)
- 2008 – Beleza Pura - Elizabeto Martins (Betão)
- 2008 – Casos e Acasos - Miro (Participação Especial)
- 2010 – Ti Ti Ti - Chico (Francisco da Silva)
- 2011 – Macho Man - Rogério (Participação Especial)
- 2013 – Sangue Bom - Vitinho Barata[2]
- 2015 – Alto Astral - Salvador Stigler